# Montecastello
Montecastello är en ort och kommun i provinsen Alessandria i regionen Piemonte i Italien. Kommunen hade 312 invånare (2018).